# Samma tid samma plats (musikalbum)
För Lili & Susies sång med samma namn, se Samma tid samma plats (sång).
Samma tid samma plats är ett album av dansbandet Flamingokvintetten, släppt 1993.

## Låtlista
1. Samma tid samma plats
2. I mitt horoskop
3. Minnets melodi
4. Dumbom
5. Du
6. Vilken tur att jag såg dig
7. Ta mig med uti världen
8. Varje litet ögonkast (Every Little Thing)
9. Maria
10. Att du trodde på oss två
11. Drummy Rock
12. Godnatt min vän